# Life Science Sweden
Life Science Sweden (tidigare Biotech Sweden) är en nyhetstjänst inom bioteknik, medicinteknik och läkemedel som bevakar forskning, affärer och personer inom svensk life science. Chefredaktör är Samuel Lagercrantz, tidigare chefredaktörer är bland andra Ingrid Helander och Lisa von Garrelts.  
Tidningen kommer ut fyra gånger per år, har daglig uppdatering på webben om branschnyheter från life science-sektorn och skickar ut fyra nyhetsbrev i veckan.  
Tidningen startades av IDG, men såldes 2013 till Mentor Communications. Idag ägs tidningen av Nordiske Medier.   
Varje år publicerar Life Science Sweden en företagsförteckning med detaljerad information om samtliga life science-relaterade företag verksamma i Sverige, The Swedish Life Science Industry Guide.  